# Cynopoecilus intimus
Cynopoecilus intimus är en fiskart som beskrevs av Costa 2002. Cynopoecilus intimus ingår i släktet Cynopoecilus och familjen Rivulidae. Inga underarter finns listade i Catalogue of Life.